# Baltijos jūros priekrantė
Baltijos jūros priekrantė este o arie protejată (sit de importanță comunitară — SCI) din Lituania întinsă pe o suprafață de 12.634 ha, integral marine.

## Localizare
Centrul sitului Baltijos jūros priekrantė este situat la coordonatele 55°53′41″N 20°59′53″E / 55.8947°N 20.9981°E.

## Înființare
Situl Baltijos jūros priekrantė a fost declarat sit de importanță comunitară în iunie 2005 pentru a proteja 2 specii de animale.

## Biodiversitate
Situată în ecoregiunea boreală, aria protejată conține 1 habitat natural: Recifuri.
La baza desemnării sitului se află mai multe specii protejate de  pești (2): Alosa fallax, Lampetra fluviatilis.